# ハウサン
ハウサン(Housane)は、化学式C5H8で表されるシクロアルカンである。室温で揮発性のある無色の液体。形が家（ハウス）に見えることから「ハウサン」と名付けられた。